# Marinos von Neapolis
Marinos von Neapolis (* wohl um 440 in Neapolis, heute Nablus in Palästina; † nach 486) war ein spätantiker Philosoph der neuplatonischen Richtung und Leiter der Philosophenschule von Athen.

## Leben
Marinos stammte aus der Stadt Neapolis in der Region Samarien, dem heutigen Nablus in Palästina. Seine Familie gehörte der Religionsgemeinschaft der Samaritaner an, die in seiner Heimatstadt ihr religiöses Zentrum hatte; in der Nähe hatte sich Sichem befunden, eine schon im 2. Jahrhundert v. Chr. zerstörte Stadt der Samaritaner. Die Anhänger dieses Glaubens gehörten zum Volk Israel. In seiner Jugend geriet Marinos in einen Konflikt mit seinen Glaubensgenossen, denen er Neuerungen vorwarf; er vertrat also eine konservative Position. Später (wohl um 460) übersiedelte er nach Athen, wo damals zahlreiche Samaritaner lebten, und wandte sich vom samaritanischen Glauben ab. Er schloss sich der neuplatonischen Schule an, die sich in Athen seit ihrer Gründung (um 410) um eine Neubelebung der Tradition der Platonischen Akademie bemühte. Der Leiter dieser Schule war damals der berühmte Philosoph Proklos.
Marinos erwarb sich bald in der Schule ein hohes Ansehen. Proklos widmete ihm seinen Kommentar zum Mythos des Er in Platons Dialog Politeia und zog ihn als möglichen Nachfolger im Amt des Schulleiters in Betracht, zögerte jedoch wegen der schlechten Gesundheit des Marinos. Als Proklos 485 starb, trat Marinos die Nachfolge an.
Zu den Schülern des Marinos gehörten Isidoros, Damaskios und Agapios. Zwischen Marinos und Isidoros kam es zu Meinungsverschiedenheiten über einzelne Punkte der platonischen Lehre. Dennoch schätzte Marinos Isidoros und wünschte ihn als Nachfolger. Damaskios erhielt zwar von Marinos Unterricht in Geometrie und Arithmetik, hielt aber wenig von den Fähigkeiten seines Lehrers. Er meinte, Marinos habe sein Ansehen mehr seinem unermüdlichen Fleiß als seiner Begabung zu verdanken gehabt. Nach der Ansicht des Damaskios gelang es Marinos nicht, das hohe Niveau der Schule, das unter Proklos bestanden hatte, zu wahren. Die ungünstige Meinung, die Damaskios und sein Freund Isidoros von Marinos' Leistungen hatten, hing anscheinend mit philosophischen Meinungsverschiedenheiten zusammen.
Da sich die athenischen Neuplatoniker damals weiterhin offen zur alten paganen Religion bekannten, befanden sie sich in einem andauernden Spannungsverhältnis zu ihrer christlichen Umgebung; die öffentliche Ausübung nichtchristlicher Kulte war damals bereits illegal. Hinzu kam eine Entfremdung zwischen Marinos und dem reichen Bürger Theagenes, der ein Wohltäter der neuplatonischen Schule gewesen war, sich aber später – vermutlich unter christlichem Einfluss – von ihr abwandte. Schließlich fühlte sich Marinos seines Lebens nicht mehr sicher, wohl wegen Drohungen der Christen, und floh nach Epidauros, von wo er nicht mehr zurückkehrte. 486 ist er letztmals als lebend bezeugt, Ort und Zeit seines Todes sind unbekannt.

## Werke
Marinos verfasste einen Kommentar zu den Data des Euklid; davon ist nur die Vorrede erhalten geblieben. Er schrieb auch einen langen Kommentar zu Platons Dialog Philebos, den er jedoch selbst verbrannte, nachdem Isidoros, den er um eine Stellungnahme gebeten hatte, das Werk kritisierte und die Meinung äußerte, der bereits vorhandene Philebos-Kommentar des Proklos sei ausreichend. Auch der Kommentar des Marinos zu Platons Dialog Parmenides ist verloren. Erhalten geblieben ist hingegen sein Nachruf auf Proklos unter dem Titel Proklos oder Über das Glück. Dabei handelt es sich um eine Rede, die er am ersten Jahrestag von Proklos’ Tod gehalten hatte. Sie ist eine wichtige Quelle für die Geschichte der neuplatonischen Schule in Athen. Marinos vertrat dort die Auffassung, Proklos sei unter den berühmten Männern der glücklichste seit langem gewesen, weil er sich in den Tugenden vervollkommnet habe. In der Forschungsliteratur wird dieses Werk oft ungenau als „Biographie des Proklos“ (lateinisch Vita Procli) bezeichnet, doch ist es eigentlich keine Biographie, sondern eine Gedenkrede. Laut einem Eintrag in der Suda, einer byzantinischen Enzyklopädie, schrieb Marinos auch eine Lebensbeschreibung des Proklos in Versen. Bei diesem heute verlorenen Werk handelte es sich wohl um eine Versifizierung des Nachrufs.
Ferner sind in späteren philosophischen Werken und Scholien Ansichten überliefert, die Marinos über Stellen in Werken des Aristoteles (De anima, Analytica priora) geäußert hatte, sowie Bemerkungen von ihm zu Stellen im Almagest des Claudius Ptolemäus und im Almagest-Kommentar des Theon von Alexandria. Daraus lässt sich jedoch nicht mit Sicherheit folgern, dass Marinos schriftliche Kommentare zu diesen Werken hinterlassen hat; möglicherweise handelt es sich um Bezugnahmen auf mündliche Äußerungen, die er im Unterricht gemacht hatte.

## Textausgaben und Übersetzungen
- Irmgard Männlein-Robert (Hrsg.): Über das Glück. Marinos, Das Leben des Proklos (= SAPERE. Band 34). Mohr-Siebeck, Tübingen 2019, ISBN 978-3-16-157638-6 (griechischer Text mit deutscher Übersetzung und interpretierenden Essays mehrerer Autoren; PDF im Open Access).
- Rita Masullo (Hrsg.): Marino di Neapoli: Vita di Proclo. D’Auria, Napoli 1985 (kritische Edition mit italienischer Übersetzung und Kommentar).
- Maurice Michaux: Le commentaire de Marinus aux Data d’Euclide. Louvain 1947 (französische Übersetzung der Vorrede des Kommentars und Untersuchung).
- Alexandre N. Oikonomides (Hrsg.): Marinos of Neapolis: The Extant Works, or The Life of Proclus and the Commentary on the Dedomena of Euclid. Ares, Chicago 1977, ISBN 0-89005-218-2 (griechischer Text mit englischen bzw. französischen Übersetzungen).
- Henri Dominique Saffrey, Alain-Philippe Segonds (Hrsg.): Marinus: Proclus ou Sur le bonheur. Les Belles Lettres, Paris 2001, ISBN 2-251-00496-3 (kritische Edition mit französischer Übersetzung und Kommentar).